# Trommelkollektor-Motor
Als Trommelkollektor-Motor bezeichnen Modelleisenbahner einen der klassischen dreipoligen Märklin-Rundmotoren mit Stirnradgetriebe, die es sowohl als Allstrommotor wie auch als Gleichstrommotor gibt. Der Umbau zwischen beiden Motorarten geht durch den Austausch des Polbügels einfach vonstatten. Trommelkollektor-Motoren von Märklin verfügen über jeweils zwei Schleifkohlen in eckiger Ausführung.
Verwendung fand der Trommelkollektor in den meisten von Mitte der 1970er bis Ende der 1990er Jahre konstruierten Lokmodellen. Zudem hat Märklin einige ältere Modelle, die bis dahin mit Scheibenkollektoren geliefert wurden, auf den Trommelkollektor-Motor umgestellt.
Sehr ähnlich konstruierte Motoren verwendet auch der Schweizer Hersteller HAG.
Zudem gibt es den Trommelkollektor-Motor auch in einer Sonderform mit fünfpoligem Anker, die als „Hochleistungsmotor“ bezeichnet wird, und bei geregelten Digitalmodellen Verwendung findet. Märklin bietet Umbausätze für ältere Modelle mit den klassischen dreipoligen Trommel- und Scheibenkollektoren an, um diese auf den Hochleistungsantrieb umzurüsten. Die Umbausätze enthalten neben den neuen Motorenteilen auch einen Digitaldecoder. Die Hochleistungsmotoren gibt es jedoch nur in Ausführung mit Permanent-Magnet.
Eine weitere Sonderform gab es über einen begrenzten Zeitraum unter der Bezeichnung „5-Sterne-Antrieb“, bei dem ebenfalls ein fünfpoliger Anker Verwendung fand, jedoch die Feldspule beibehalten wurde, der Motor also ein Allstrommotor blieb. Diese Bauform fand jedoch, nicht zuletzt wegen der kurzen Bauzeit, eine beschränkte Verbreitung und wurde dann vom Hochleistungsmotor abgelöst.
Weitere Standard-Motortypen von Märklin sind der Scheibenkollektor-Motor und der C-Sinus-Motor.